# Église Saint-Nicolas de Fleys
L'église Saint-Nicolas de Fleys est une église située à Fleys, dans le département de l'Yonne, en France.

## Historique
L'édifice est classé au titre des monuments historiques en 1912.